# Blossom (álbum)
Blossom es el álbum debut de la banda de punk rock británica, Frank Carter & the Rattlesnakes, publicado el 14 de septiembre de 2015 a través del sello discográfico Kobalt Label Services.

## Lista de canciones
| N.º | Título              | Duración |  |
| 1.  | «Juggernaut»        | 3:36     |  |
| 2.  | «Trouble»           | 2:38     |  |
| 3.  | «Fangs»             | 2:35     |  |
| 4.  | «Devil Inside Me»   | 2:58     |  |
| 5.  | «Paradise»          | 3:47     |  |
| 6.  | «Loss»              | 3:48     |  |
| 7.  | «Beautiful Death»   | 3:59     |  |
| 8.  | «Rotten Blossom»    | 2:37     |  |
| 9.  | «Primary Explosive» | 3:32     |  |
| 10. | «I Hate You»        | 4:48     |  |

## Personal
- Frank Carter – voz
- Dean Richardson – guitarra
- Thomas Mitchener – bajo
- Memby Jago – batería